# Quadruplice frontiera
Una quadruplice frontiera o quadripunto è un punto sulla Terra che tocca il confine di quattro territori distinti. I territori possono essere di diversi tipi, sia nazionali sia provinciali. Esistono diversi esempi in tutto il mondo che utilizzano altre denominazioni. In Nord America, per esempio, molti di questi posti sono più comunemente noti come Four Corners.

## Utilizzo
Il termine inglese quadripoint non compare nell'Oxford English Dictionary o nel Merriam-Webster Online, sebbene sia stata utilizzato dal 1964 dall'Office of the Geographer del Dipartimento di Stato degli Stati Uniti e compare nell'Enciclopedia Britannica, così come negli articoli del CIA World Factbook su Botswana, Namibia, Zambia e Zimbabwe, risalenti al 1990.

## Storia

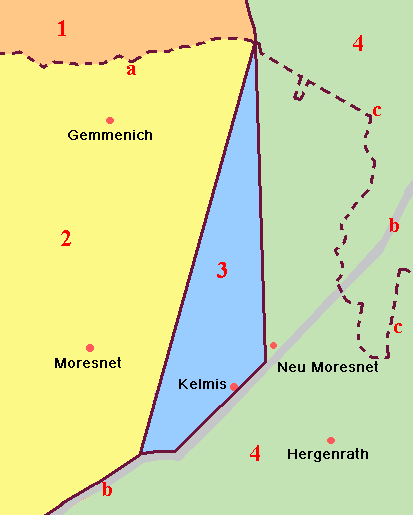
I confini del territorio storico di Moresnet.
Moresnet è di colore blu, i Paesi Bassi in arancione, il Belgio in giallo, e la Prussia in verde

Un primo esempio di quattro divisioni politiche che si incontrano in un punto è in Inghilterra (attestato nel Domesday Book, nel 1086, e menzionato dal 969 se non nel 772); esso delineò fino al 1931 le contee inglesi di Gloucester, Oxford, Warwick e Worcester.
Il primo quadruplice confine noto che coinvolge i moderni Stati-nazione è esistito dal 1817 al 1821, dove l'attuale confine di stato Alabama-Mississippi attraversava il 31º parallelo al confine tra Spagna e Stati Uniti. Durante quel periodo, la parte della Florida occidentale tra i fiumi Pearl e Perdido (che la Spagna possedeva ma che gli Stati Uniti occuparono e annessero con la forza nel 1810 dopo averla rivendicata tardivamente come parte del territorio della Louisiana acquistato dalla Francia nel 1803) fu suddivisa e assegnata in parte allo Stato del Mississippi e in parte al Territorio dell'Alabama (successivamente divenuto Stato). Ne risultò, all'intersezione dei confini delimitati, una quadruplice frontiera internazionale di quattro territori, che negli Stati Uniti furono denominati (in senso orario) contee di Baldwin e Mobile dell'Alabama e contee di Jackson e Greene del Mississippi, sebbene le contee di Mobile e Jackson fossero in realtà ancora spagnole.
Tra il 1839 e il 1920 ci fu un quadruplice confine alla convergenza di Belgio, Prussia, Paesi Bassi, e Moresnet a Vaalserberg alle coordinate 50°45′00″N 6°01′12″E. Moresnet non è mai stato veramente uno Stato, ma solo un territorio (o condominio) neutrale dei Paesi Bassi e della Prussia, prima, e del Belgio e della Germania in seguito. I successivi cambiamenti politici hanno ripristinato la sua quadripartizione lungo le linee municipali (Kelmis, Plombieres all'interno del Belgio) dal 1976 (sebbene a volte abbia anche goduto di cinque divisioni lungo le linee municipali).

## Quadruplice confine tra quattro Stati

### Botswana – Namibia – Zambia – Zimbabwe

Mappa che mostra il presunto quadruplice confine Botswana-Namibia-Zambia-Zimbabwe (cerchiato)

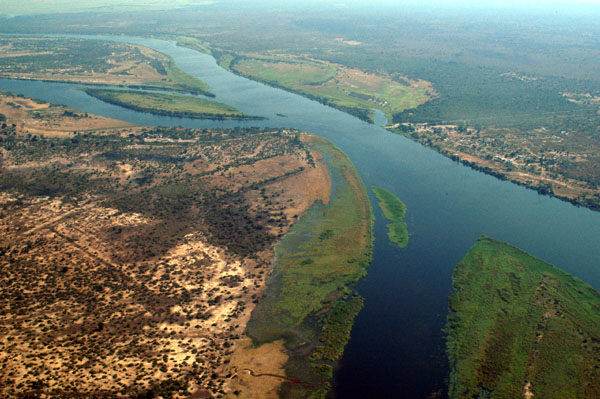
Fiume Zambesi all'incrocio tra Namibia (in alto a sinistra), Zambia (in alto), Zimbabwe (in basso a destra) e Botswana (in basso a sinistra)

Alcune fonti più antiche affermavano che in Africa esisteva un quadripunto, dove i confini di Namibia, Botswana, Zambia e Zimbabwe si uniscono alla confluenza dei fiumi Cuando (chiamato anche Chobe) e Zambesi (alle coordinate 17°47′30″S 25°15′48″E),. Tuttavia è ormai opinione diffusa che invece esistano due distinti triplici confini a circa 100 a 150 metri (330–490 ft) di distanza.
Ci sono stati alcuni incidenti internazionali che ruotano attorno a questo particolare quadripunto, o quasi quadripunto. Nel 1970, il Sudafrica (che all'epoca occupava la Namibia) informò il Botswana che non esisteva un confine comune tra Botswana e Zambia, sostenendo la tesi del quadruplice confine. Di conseguenza, sostenne che il traghetto che da Kazungula collegava i due paesi era illegale. Il Botswana respinse fermamente entrambe le affermazioni. Ci fu uno scontro e furono sparati colpi al traghetto; alcuni anni dopo, l'esercito rhodesiano attaccò e affondò il traghetto, sostenendo che serviva a scopi militari. Ian Brownlie, che ha studiato il caso, ha scritto nel 1979 che la possibilità di un quadripunto non poteva essere definitivamente esclusa in quel momento.
Nell'agosto 2007 i governi di Zambia e Botswana hanno annunciato un accordo per costruire un ponte sul sito in sostituzione del traghetto. L'esistenza di un breve confine di circa 150 metri (490 ft) tra Zambia e Botswana è stato apparentemente concordato durante vari incontri che hanno coinvolto capi di Stato o funzionari di tutti e quattro gli Stati nel periodo 2006-2010, ed è chiaramente mostrato nella mappa del progetto del Fondo africano di sviluppo. Ciò corrisponde ai dati conservati dall'Office of the Geographer del Dipartimento di Stato degli Stati Uniti, così come illustrato su Google Earth.

### Camerun – Ciad – Nigeria – Regno Unito
Tuttavia, un vero punto condiviso esistente da quattro paesi in passato in Africa (escluso quello presunto di Kazungula) fu la quadruplice frontiera durata per un periodo di otto mesi tra il 1960 e il 1961, nel lago Ciad meridionale, nel luogo dell'attuale triplice confine Camerun-Ciad-Nigeria. Dopo l'indipendenza della Nigeria del 1º ottobre 1960, quel punto di confine divenne comune a questi ultimi tre paesi e al territorio del Camerun settentrionale, che era ancora governato sotto il mandato delle Nazioni Unite dal Regno Unito, fino all'integrazione alla Nigeria avvenuta il 1º giugno 1961. Questo particolare multipunto geografico, sebbene fittizio dal 1908, se non dal 1891, e definitivamente fissato e pienamente concordato dal 1931, rimane tuttora non demarcato.

## Quadruplici frontiere nazionali

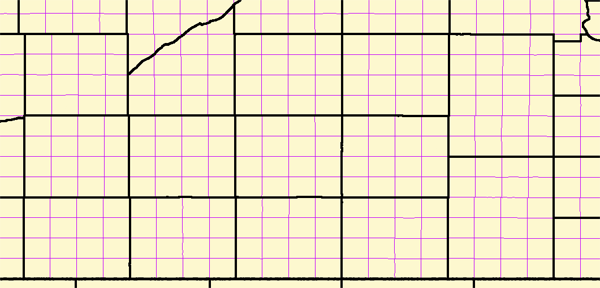
Una mappa del Nebraska sud-orientale, dalla contea di Gage alla contea di Hall, che mostra i confini delle contee in nero e quelli delle township PLSS in viola. In molte parti degli Stati Uniti le linee di contea sono basate su township e sezioni PLSS. Ci sono jog occasionali nella griglia, a causa delle linee di correzione.

I quadripunti possono esistere alla riunione di suddivisioni politiche di qualsiasi tipo o livello. I più comuni sono negli Stati Uniti e in Canada, dove il Public Land Survey System (PLSS) basato su griglia e il Dominion Land Surveys (DLS), rispettivamente, hanno prodotto un gran numero di quadripunti agli angoli delle unità di rilevamento come le township di DLS, Borgate PLSS, sezioni e varie altre suddivisioni a griglia. I confini delle contee e delle città statunitensi sono spesso definiti dalle township di indagine. Ci sono dozzine di quadripunti tra le contee degli Stati Uniti, centinaia tra i comuni degli Stati Uniti e in effetti migliaia (di solito bilaterali) ai margini delle riserve indiane a scacchiera e di altri territori riservati a livello federale. Ma di tutti i quadripunti esistenti, i più noti sono alcune dozzine che si trovano sui confini internazionali, e circa una dozzina altri coinvolgono suddivisioni nazionali primarie (come province o stati).
Tra i quadripunti internazionali (esempi sotto), si possono distinguere alcuni tipi generali. In assenza di punti a quattro paesi, i quadripunti a tre paesi sono forse i più significativi. Questi combinano due divisioni di un paese con (uno ciascuno di) altri due paesi. Ma esistono anche quadripunti semplicemente binazionali, di diverse varietà. Alcuni di questi combinano due suddivisioni di due paesi, altri tre suddivisioni di un paese con (uno di) un altro; mentre altri ancora si verificano nei punti in cui i confini internazionali sembrano toccarsi o attraversarsi - con o senza suddivisione - o dove un confine internazionale sembra biforcarsi attorno a territori contesi.
Sempre sotto, per paese, ci sono alcuni quadripunti subnazionali composti da suddivisioni.

### Algeria – Mali – Mauritania
Due distretti della provincia di Adrar, Algeria - vale a dire Bordj Badji Mokhtar e Reggane - incontrano il Cercle Tombouctou della regione di Tombouctou, in Mali, e il dipartimento di Bir Mogrein della regione di Tiris Zemmour, Mauritania.

### Andorra
Nell'Andorra settentrionale, le parrocchie di Canillo, Encamp, La Massana e Ordino, si incontrano in un quadripunto.

### Argentina
Le province argentine di La Pampa, Rio Negro, Mendoza, e Neuquén si riunirebbero alle coordinate 37°34′00″S 68°14′00″W . Il Río Negro ha contestato questo dato fin dal 1966 quando un'indagine ha messo in dubbio l'esatta convergenza dei confini.

### Austria – Germania
Sulla sommità del picco Sorgschrofen, il confine internazionale tocca (o attraversa) se stesso al punto 110, dove un comune austriaco (tirolese chiamato Reutte) e due tedeschi (bavaresi chiamati Oberallgäu e Ostallgäu) si incontrano in un quadripunto stabilito politicamente nel 1844, e catastalmente nel 1342 (o negli anni precedenti: (in senso orario) Jungholz (Austria), Pfronten (Germania), Schattwald (Austria) e Bad Hindelang (Germania).

### Bangladesh – India
Quando quasi tutte le enclavi India-Bangladesh furono eliminate dall'Accordo sui confini del territorio tra i due Stati, in vigore dopo il 31 luglio 2015, scambiando insieme a tutte le exclavi di primo ordine, anche i seguenti quadripunti che vennero così eliminati. Il confine internazionale toccava (o attraversava) sé stesso in uno (o forse due) luoghi condivisi da India (Stato del Bengala occidentale, distretto di Cooch Behar) e Bangladesh (divisione Rangpur, distretto di Lalmonirhat). Un caso confermato si trovava nella suddivisione di Mathabhanga e uno meno definito nella suddivisione di Mekhliganj (di Cooch Behar), coinvolgendo rispettivamente l'enclave Bara Saradubi di Hatibandha thana e l'enclave Jote Nijjama di Patgram thana (di Lalmonirhat). In entrambi i casi non sembra che si verifichi una suddivisione politica aggiuntiva. La sua (o la loro) statura internazionale era stata intermittente sin dai tempi del Mughal ed era il risultato del Radcliffe Award (linea di delimitazione) del 1947.

### Belgio – Paesi Bassi

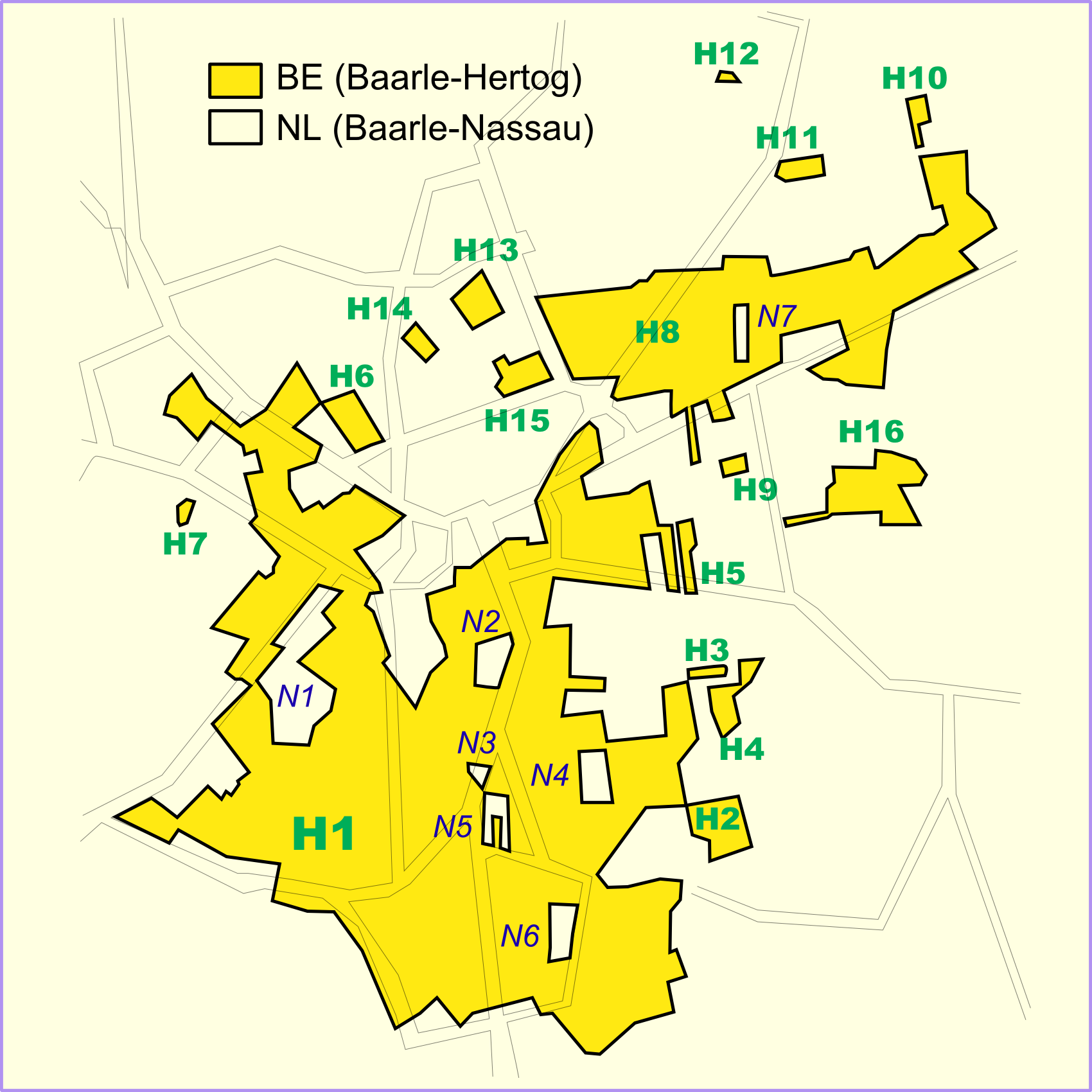
I confini internazionali a Baarle tra Belgio (giallo scuro) e Paesi Bassi (giallo pallido), con diverse enclavi ed exclavi

Il confine internazionale tocca (o attraversa) sé stesso, senza impartire un suddivisione politica, all'interno dei comuni mescolati di Baarle-Nassau (Brabante settentrionale, Paesi Bassi) e Baarle-Hertog (Anversa, Belgio). La situazione peculiare, che si verifica a Baarle una volta (al punto di contatto delle enclavi belghe H1 e H2), esiste almeno a livello catastale dal 1198 circa, ma la sua attuale distinzione internazionale risale solo al 1830.

### Benin – Burkina Faso
Dal 2009, il Benin e il Burkina Faso hanno amministrato congiuntamente una zona neutrale chiamata Kourou o Koalou che giace tangente alla loro giunzione di confine con il Togo, producendo una sorta di quadruplice confine tripartito che era peculiare alla defunta zona neutra di Moresnet illustrata sopra.

### Canada
La creazione del territorio canadese del Nunavut potrebbe aver portato alla creazione di un quadripunto tra le province di Saskatchewan e Manitoba e i territori del Nunavut e dei Territori del Nordovest (NWT). Il Nunavut è stato ufficialmente separato dai Territori del Nordovest nel 1999, sebbene i confini fossero stati definiti nel 1993 dal Nunavut Act e dal Nunavut Land Claims Agreement. Entrambi i documenti definiscono il confine del Nunavut come comprendente "l'intersezione di 60° 00'N di latitudine con 102° 00'W di longitudine, essendo l'intersezione dei confini di Manitoba, Territori del Nordovest e Saskatchewan". Tuttavia, il punto più settentrionale del confine Manitoba-Saskatchewan come rilevato è leggermente spostato da 60° nord a 102° ovest, quindi le leggi non sono perfettamente chiare sul fatto che il confine Nunavut-NWT, che non è stato rilevato, debba incontrare gli altri in un quadripunto o meno.

### Canada – Stati Uniti d'America
Entrambi gli unici quadripunti internazionali conosciuti nelle Americhe si trovano al confine tra Canada e Stati Uniti lungo creste montuose remote. Uno, che unisce le province canadesi di Alberta (Improvement District Number 4) e Columbia Britannica (Regional District of East Kootenay) con le contee del Montana di Flathead e Glacier dove il 49º parallelo attraversa lo spartiacque continentale, che unisce anche un parco della pace internazionale che comprende i parchi nazionali di entrambi i paesi (Waterton Lakes e Glacier, rispettivamente). È stato un punto di confine internazionale politicamente importante e stabilito precisamente dal 1818; è stato monumentato dal 1876 (adesso da un obelisco di metallico cavo numerato 272); e ha mantenuto uno status quadripartito dal 1893.
L'altro della coppia si trova nel settore di confine internazionale noto come Highlands, sulla cresta che separa lo spartiacque del golfo di Saint Lawrence dallo spartiacque del golfo del Maine, dove tre divisioni civili minori dello Stato del Maine - vale a dire Dennistown Plantation, Forsyth, e Sandy Bay Townships, tutte nella contea di Somerset incontrano il comune regionale della contea di Le Granit della provincia del Quebec  Questo quadripunto, delimitato legalmente nel 1873 e convalidato nel 1895, è contrassegnato (come tutti gli angoli delle divisioni civili minori del Maine) da un palo di legno di 8 piedi dipinto con colori vivaci.

### Colombia
C'è un quadripunto subnazionale in Colombia approssimativamente alle coordinate 4°44′07″N 73°03′04″W, alla confluenza dei fiumi e Upia e Guavio, dove i confini dei dipartimenti di Boyacá, Casanare, Meta e Cundinamarca si incontrano.

### Croazia
La vetta del monte Risnjak nella contea di Primorje-Gorski Kotar è un punto d'incontro di cinque comuni: Čabar, Delnice, Loque, Buccari e Zaule di Liburnia, rendendolo un quintuplice confine.
I comuni di Vrbanja, Drenovci, Bošnjaci e Nijemci nella contea di Vukovar-Srijem si incontrano in un quadripunto appena a sud dell'autostrada A3, vicino a Spačva.
I comuni di Magadenovac, Marijanci, Valpovo e Koška nella contea di Osijek-Baranja si incontrano in un punto quadruplo sul fiume Breznica.
I comuni di Krapina, Mihovljan, Bedekovčina e Sveti Križ Začretje nella contea di Krapina-Zagorje si incontrano in un quadripunto appena a nord del villaggio di Komor Začretski.
I comuni di Čakovec, Sveti Juraj na Bregu, Selnica e Mursko Središće nella contea di Međimurje condividono un quadrilatero a nord del villaggio di Žiškovec.

### Croazia – Ungheria – Serbia
Un quadripunto trinazionale si trova in un punto di delimitazione determinato in parte dopo la prima guerra mondiale e in parte dopo la seconda guerra mondiale, e indirettamente monumentato dai pilastri internazionali 415 e 420 sulle rispettive sponde sul thalweg (centro del canale di navigazione a valle) del Danubio, dove le contee ungheresi di Baranya e Bács-Kiskun incontrano la contea croata di Osječko-Baranjska e il distretto serbo (della Vojvodina) di Bačka occidentale (sebbene la Croazia continui a rivendicare il suo territorio catastale ex jugoslavo a est del Danubio, lasciando il quadrupunto tecnicamente instabile).

### Repubblica Dominicana – Haiti
Al confine tra la Repubblica Dominicana e Haiti, c'è un quadripunto binazionale dove due dipartimenti di Haiti, Centre e Ouest, incontrano due province della Repubblica Dominicana, Elias Pina e Independencia, sul crinale di un tratto della Sierra de Neiba nella Repubblica Dominicana e della Chaine du Trou de l'Eau a Haiti, seguita da un confine comunale del XIX secolo prima della creazione del confine internazionale intersecante del XX secolo. Inoltre, circa 20 chilometri (12 mi) a est lungo la stessa cresta, le stesse due province dominicane producono un quadripunto subnazionale dove incontrano altre due province domenicane, Baoruco e San Juan.

### Gabon
Quattro province (di livello primario) del Gabon, vale a dire Moyen-Ogooue, Ngounie, Ogooue-Ivindo e Ogooue-Lolo, si incontrano in un quadripunto. Inoltre quattro dipartimenti (di livello secondario), vale a dire Haut-Ntem, Ivindo, Okano e Woleu, si incontrano allo stesso modo in un quadripunto.

### Ungheria – Slovacchia
Il confine tra Ungheria e Slovacchia è unico per ospitare l'unica coppia conosciuta di punti quadrimunicipali collegati nel mondo, che sono condivisi in comune dalle città di Skaros, Slovacchia, e Füzér, Ungheria, insieme a Trstené Pri Hornáde, Slovacchia, e Hollóháza, Ungheria, in un caso, e Slaska Huta, Slovacchia, e Pusztafalu, Ungheria, nell'altro. Tutte queste città si trovano nel distretto di Košice okolie della regione di Košice in Slovacchia o nella contea di Borsod-Abaúj-Zemplén in Ungheria.

### Iraq – Arabia Saudita
Dal 1922 al 1981 l'Iraq e l'Arabia Saudita hanno amministrato congiuntamente un'ampia zona neutra immediatamente a ovest del Kuwait, formando una caratteristica forma a diamante creando un quadripunto al confine con il Kuwait.

### Giamaica
Quattro parrocchie della Giamaica, vale a dire Clarendon, Manchester, Saint Ann e Trelawny, si incontrano in un quadripunto.

### Lituania – Polonia – Russia
Alle coordinate 54°21′51.66″N 22°47′32.21″E, c'è un quadripunto trinazionale: a nord-ovest c'è la Russia (in particolare l'exclave russa dell'Oblast' di Kaliningrad); a nord-est c'è la Lituania; e a sud-ovest e sud-est due voivodati (province) della Polonia: Voivodato della Varmia-Masuria e Voivodato della Podlachia. Il quadripunto esiste grazie alla delimitazione del confine tra Polonia e RSFS Russa stabilita nel 1945 dall'accordo di Potsdam. Il nuovo confine tra la Polonia e l'URSS divise in due l'ex provincia tedesca della Prussia orientale; la parte settentrionale divenne l'Oblast di Kaliningrad e la maggior parte dell'area meridionale è adesso la Varmia-Masuria.

### Mauritania
Quattro regioni della Mauritania, vale a dire Adrar, Brakna, Tagant e Trarza, si incontrano in un quadripunto formato da un'intersezione di linee geodetiche non orientate cardinalmente che delimitano i loro confini.

### Messico
In Messico c'è un preciso quadripunto alle coordinate 24°33′00″N 100°48′00″W. La Mojonera de los cuatro estados ("La Pietra di confine dei quattro Stati") è stata costruita per segnare il punto in cui gli Stati di Coahuila, Nuevo Leon, San Luis Potosi e Zacatecas effettivamente si incontrano.

### Norvegia – Svezia
Al confine tra Svezia e Norvegia, c'è un quadripunto binazionale nel quale due contee della Norvegia, Trøndelag e Nordland, incontrano due contee della Svezia, Västerbotten e Jämtland, al confine internazionale numero 204. Anche se l'indicatore risale al 1760, il punto divenne un quadripunto nel XIX secolo e divenne internazionale dallo scioglimento di Svezia e Norvegia nel 1905.

### Oman – Arabia Saudita – Yemen
In mezzo al cosiddetto quarto vuoto d'Arabia, come concordato trilateralmente e monumentato nel 2006, proprio all'incrocio tra il 19º parallelo e il 52º meridiano (dato incerto), l'Oman (governatorato del Dhofar) e l'Arabia Saudita (emirato di Ash Sharqiyah) incontrano lo Yemen (e il suo governatorati di Al Mahrah e Hadramawt) in un quadripunto trinazionale.

### Polonia – Slovacchia
In una sommità secondaria del picco di Pilsko chiamato Góra Pięciu Kopców, dove si trova un importante punto di svolta al confine tra Polonia e Slovacchia che è in modo evidente delimitato da un indicatore di confine primario numerato III/109, si trova un quadripunto binazionale in corrispondenza del quale il comune di Jeleśnia nella contea di Żywiec del Voivodato di Slesia della Polonia, a quanto pare incontra tre comuni del distretto di Námestovo della regione di Žilina della Slovacchia chiamati, rispettivamente, Mutne, Oravské Veselé e Námestovo (sebbene non sia chiaro se l'ultimo menzionato sia un valore anomalo dell'omonimo capoluogo di distretto o solo un territorio non organizzato dello stesso distretto di Námestovo).

### Russia – Kazakistan
Esiste un quadripunto tra l'Oblast' di Saratov, l'Oblast' di Samara e l'Oblast' di Orenburg dal lato russo del confine e dalla Regione del Kazakistan Occidentale dal lato kazako.

### Suriname
Sul fiume Coppename, il Suriname presenta un quadripunto dei distretti di Coronie, Para, Saramacca e Sipaliwini.

### Svezia
Nel 2007, il comune di Heby fu trasferito alla contea di Uppsala, portando Heby della contea di Uppsala a confinare con le contee di Västmanland, Dalarna e Gävleborg all'incrocio tra Dalälven e Norrsundet a Färnebofjärden. Questo era in precedenza un triplice confine a livello di contea quando Heby faceva parte del Västmanland. Il punto forma angoli retti approssimativi.

### Regno Unito
A causa dei cambiamenti ai confini e al numero di contee amministrative nel secolo scorso, nel Regno Unito non è rimasto alcun vero quadripunto.
Tuttavia a parte i pochi quadripunti tra le contee che sono effettivamente esistiti in Inghilterra, vengono fatte a volte affermazioni errate di uno esistente su un luogo vicino a Stamford dove le contee di Rutland, Lincolnshire, Cambridgeshire e Northamptonshire sembrano incontrarsi in un certo punto (coordinate 52°38′25″N 0°29′40″W). Tuttavia, la posizione in realtà consiste in due triplici confini di circa 20 metri di distanza.
Il villaggio di Four Marks nell'Hampshire è chiamato così perché storicamente quattro "parrocchie" adiacenti di Medstead, Ropley, Faringdon e Chawton si incontravano lì in quadrupunto.

### Stati Uniti

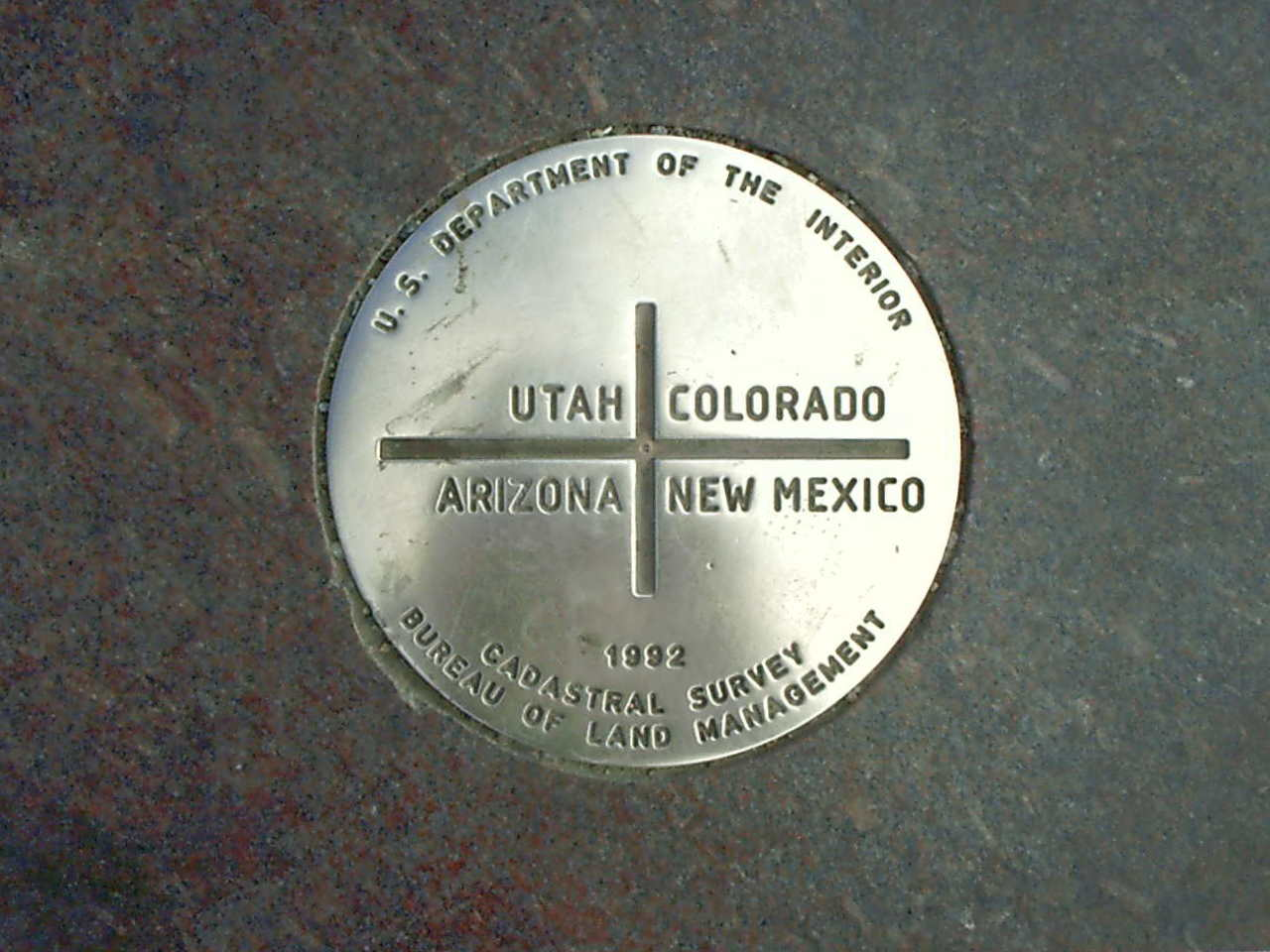
L'indicatore di confine inscritto al centro del Monumento dei Quattro Angoli, l'unico quadripunto statale negli Stati Uniti dove si incontrano Arizona, Utah, Colorado e New Mexico

Il Monumento dei Quattro Angoli è l'unico punto negli Stati Uniti in cui quattro Stati si incontrano: Colorado, Utah, New Mexico e Arizona si incontrano ad angolo retto. Gli Stati Uniti acquisirono per la prima volta l'area oggi chiamata Four Corners dal Messico dopo la guerra messico-statunitense nel 1848. Nel 1863 il Congresso creò il territorio dell'Arizona dalla parte occidentale del territorio del New Mexico. Il confine venne definito come una linea che corre verso sud dall'angolo sud-ovest del Territorio del Colorado, che era stato creato nel 1861. Definendo un confine che inizia all'angolo di un altro, il Congresso assicurò la creazione finale di quattro Stati che si incontrano in un punto, indipendentemente dagli inevitabili errori del rilevamento dei confini. Il monumento fu incentrato alle coordinate 36°59′56.31532″N 109°02′42.62019″W.

### Quadripunti nulli o oggetto di controversia
Una coppia di rivendicazioni territoriali contrastanti può dar luogo a un quadripunto vuoto o oggetto di controversia. Ciò riguarda una disputa territoriale e i territori adiacenti dei ricorrenti con un quarto territorio (o area nulla) non rivendicato da nessuno dei due.
Un caso internazionale di un simile quadripunto sulla terraferma può essere dedotto, se non effettivamente trovato, in una remota area del deserto nubiano che coinvolge sia il triangolo di Hala'ib sia Bir Tawil (circa a metà strada tra il fiume Nilo e il Mar Rosso) dove il confine internazionale stabilito da tempo ma non delimitato lungo il 22º parallelo, come affermato dall'Egitto, è intersecato da un confine amministrativo altrettanto ben stabilito, preferito e rivendicato dal Sudan come il vero confine internazionale.
Un altro evento - in realtà una catena di tre di questi quadripunti collegati a due aree separate non rivendicate - viene dedotto all'estremità meridionale del settore dell'Alaska del confine tra Canada e Stati Uniti. Da tale estremità un punto si allontana in due versioni incrociate. Queste linee confliggenti producono, oltre a due aree di rivendicazioni sovrapposte, due piccoli triangoli di vuoto o virtualmente di alto mare - uno con due quadripunti pendenti e l'altro un terzo, tutti identificabili in coordinate geografiche abbastanza precise - mentre bordeggiano attraverso gli stretti di Dixon Entrance verso la loro terminazione di confine ancora indefinita nel vero alto mare del Pacifico.
Ancora un altro quadripunto di questo tipo esiste sul confine conteso tra Thailandia e Cambogia a breve distanza a nord-est del Tempio Preah Vihear.
E infine, combinando le uniche altre due (delle sette note) aree non reclamate o vuote sulla Terra, si ottiene un settimo quadripunto pendente di controversia, al polo sud. Essendo allo stesso tempo un semplice quadripunto bilaterale e anche un'intersezione molto più complessa dei limiti di rivendicazione, l'esempio del polo sud combina due lotti di terra vergine non reclamata con due lotti di territorio regolamentato dal Trattato Antartico (che sono stati variamente rivendicati, contestati, riconosciuti, ignorati, rinnegati e rivendicati come territori sovrani nazionali di Argentina, Australia, Cile, Francia, Regno Unito e Nuova Zelanda, se non anche Norvegia). Tuttavia qualunque sia la disposizione ultima della sovranità nazionale controversa, l'intersezione e il quadruplice punto di due territori incontaminati e discutibili permangono. Le aree vuote incontrano il quadripunto polare tra il 90º e 150º meridiano di longitudine ovest (Marie Byrd Land) e, ancora, tra il 20º meridiano ovest e il 45º meridiano est (quest'ultimo settore, di estensione indefinita, a causa dell'esclusione norvegese del polo sud dalla Terra della Regina Maud), mentre le aree sovrane o regolamentate da trattati convergono al quadripunto polare nei due intervalli tra le aree vuote.

## Molteplici frontiere di maggiore complessità numerica

Mappa dei comuni della provincia di Catania, Sicilia, Italia

I quadripunti sono eccezionali e rari perché i confini e i territori normalmente non si incontrano in gruppi di più di tre (ovvero i triplici confini). In modo corrispondente e proporzionalmente più rari sono i punti superiori ai quadripunti. Forse circa una dozzina di quintipunti di vari livelli di suddivisioni geopolitiche sono sparsi in tutto il mondo; per esempio, in Italia, sul Vesuvio, si incontrano i cinque comuni di Boscotrecase, Ercolano, Ottaviano, Torre del Greco e Trecase. Inoltre, cinque contee della Florida, Stati Uniti, si incontrano nel mezzo del lago Okeechobee, e le cinque parrocchie di Nevis, una delle due isole che compongono lo Stato insulare di Saint Kitts e Nevis, si incontrano sul Nevis Peak al centro dell'isola. I multipunti di complessità superiore a cinque sono estremamente rari.
In Finlandia vicino alla città di Turku, i confini di sei comuni si fondono nello stesso punto: Pöytyä, Aura, Turku, Rusko, Nousiainen e Mynämäki si incontrano al confine di Kuhankuono nel Parco nazionale di Kurjenrahka. La menzione più antica del punto risale al 1381 e il numero e l'identità dei comuni partecipanti è variato.
Otto comunità di tre distretti della Papua-Nuova Guinea si incontrano in un unico punto, sulla sommità del Monte Taraka sull'isola di Bougainville, nella provincia di North Solomons. Le comunità sono Lato, Motuna-Huyono e Koraru (nel distretto di Boku); Makis, Konnou e Wisai (nel distretto di Buin); e Bakong e Bakada (nel distretto di Kieta). L'ottuplice confine risultante è quindi anche un tripunto di livello superiore.
Nelle Filippine esiste un ottuplice confine in cima al vulcano Mayon, dove si incontrano otto comuni della provincia di Albay. Nella vicina provincia di Camarines Sur, la vetta del Monte Isarog è un sestuplice confine.
In Irlanda del Nord, dieci città si incontrano al vertice di Knocklayd (chiaramente mostrato dalla mappatura dell'Ordinance Survey al punto 311518 436392). Le aree urbane sono, in senso orario da nord, Broom-More, Tavnaghboy, Kilrobert, Clare Mountain, Aghaleck, Corvally, Essan, Cleggan, Stroan e Tullaghore.
Allo stesso modo in Italia, i confini di dieci comuni si incontrano sulla vetta dell'Etna. Questi comuni sono Adrano, Biancavilla, Belpasso, Bronte, Castiglione di Sicilia, Maletto, Nicolosi, Randazzo, Sant'Alfio e Zafferana Etnea. Il territorio di Bronte tocca la sommità dell'Etna da due lati, rendendo il decuplice confine municipale in un endecuplice confine, e quindi evidentemente il multipunto geopolitico più complesso in assoluto, oltre al polo sud.